# 機動戰士海盜GUNDAM DUST
《機動戰士海盜鋼彈 DUST》（日语：機動戦士クロスボーン・ガンダム DUST），是長谷川裕一的鋼彈漫畫系列作品，從《鋼彈ACE》2016年9月號連載至2021年2月號。本作是《機動戰士海盜GUNDAM GHOST》的後續。

## 故事介紹
故事講述發生在U.C.0169年贊斯卡爾建國戰爭結束後16年（《機動戰士V GUNDAM》、《機動戰士海盜GUNDAM GHOST》），戰爭雖然結束但同時暴露了地球聯邦政府失去了絕對性優勢，各殖民地衛星獨立活動激烈並互相爭奪霸權，長期性的戰亂妨礙人類的正常生活使技術力下降，導致各殖民地衛星無法新規開發MS的設計及量產能力，戰力重心轉向於舊式MS中，把過往90年間的多次戰爭中遺落於各地的MS回收、修復並送往戰場。

## 角色介紹
亞修·金
本作的主角，今年 26 歲，船錨的駕駛員。首次登場是《機動戰士海盜GUNDAM GHOST》中，第一個被送上斷頭台的男孩，因此受到心理創傷，當有人談論到脖子時，他會因恐懼而發狂。
蕾歐·堤爾
溤特·波
前作《機動戰士海盜鋼彈 GHOST》的主角，實際年齡 33 歲，因冷凍睡前的關係維持 18 歲的外表。以代號「幽靈」出現在亞修一行人面前，幻影V2的駕駛員。
傑克·佛萊迪
輝夜·白鳥
塔加納斯·塔亞卡

## 登場機體

### 無敵運送
船錨
本作的主角，武裝運輸團「無敵運送」的領導人所搭乘的機體。
骨架是使用SNRI所開發的F89，加上混合來自其他款式MS零件的「混血機」，而由知名的工匠XX工房訂製而成。在18公尺級的MS來說可說是目前最新型的款式。
另外本機在0160年代來說，是少數可以使用光束兵器的稀有機體。
船錨V2
船錨V3
船錨V4
F89
F89是SNRI做為技術實驗驗證用而製造的18公尺級MS，第一台小型化MS的鋼彈F90則可以視作本機的縮小版。對於過去沒有製作MS經驗的SNRI來說，一口氣就製作小型MS的話技術門檻可能會太高。所以首先先將現在所擁有的技術嘗試做出一台MS是有必要的。
因為如此，骨架的部分雖然是全新的設計，但是消耗比較激烈的零件，甚至可以使用AE社的製品是其特徵。另外，製作的時候是以18m級的MS來說最高的性能為目標，所以在F90製作的時候，反過來因為尺寸縮小的關係而有部分性能無法重現，所以使F89在某些部分的性能上甚至比F90還要高。總和來說F89的性能大概是在F90之上，但是是在F91之下。
另外一提，F89是為了完成F90的完成體而被SNRI自家所取的編號，在F90完成後聯邦軍未採用的關係，跟後來的F8系列量產機是毫無關係的。
白色幽靈號
白色幽靈號是「幻影量產化計畫」試作1號機。是將作為MS的『幻影』擁有的推力加以重現，這點列為最優先課題的關係，所以根據此一目的，將原型機予以拷貝、持續加以調整。另外，本機並無變形能力。腰部的副裝甲只是純粹的副推進系統，並未內建武器。頭部的大型爾狀零件，是將頭部做為骨架的一部分，對推力上有積極的貢獻，是基於這樣的構想，而內建了米諾夫斯基推進系統的關係。
本機最大的特徵就是其米諾夫斯基推進系統，但是火焰的形狀跟幽靈有所不同，那是因為多餘的能量是由多數的I-FIELD產生器做詳細的控制所造成的副產物，但是結果就是推力上比起幽靈還要優秀，達到V2鋼彈的75%。被送到新一番地的本機，另外也被稱為「白色獅子號」。

### 塔加纳斯
JMS-W04 沃斯莫
是木星共和国开发的工程用MS，目的是推销给地球圈的用户以弥补木星圈不富裕的经济。

### Moon Moon
JMSX-13 海盜高達 X-13
木星共和國根據蒐集到的 X-0 數據複製出來的第三架機體。X-13 是為了降低成本以實現量產為目的而開發。本體顏色與 X-1 相同，胸部裝甲、頭部天線、前臂形狀與 X-3 相同，背部的推進器單元與 X-2 改形狀相同。
鶴
由Moon Moon使用各種零件改修的可變形MS機體。

### 独眼巨人
幻影V2
前作《機動戰士海盜GUNDAM GHOST》後半出場的準主角機。為0169年代極為少數的可變MS(TMS)，可變形為MA形態「蜃氣樓鳥」。持有者為溤特·波，是原木星帝國旗下的組織「沙卡斯」根據木星MS『天草』（本質上是X2的木星版）與SNRI所開發的『F99』兩種機體的技術混合而成的MS。
幻影V2改
黑色幽靈號
被稱為「黑色幻影」，是由「獨眼巨人」製造的幻影量產機。經過『幻影計畫』的驗證，藉由各部分的簡化，成功得做到相當程度的低成本化。而且性能上也有所提升，可變機構也能完全重現。
推力也遠遠超過幻影，而能夠達到V2鋼彈的85%（不過這是單指推進系統的部分，其他部分還是比V2鋼彈差很多）。這是因為將推進系統列為最優先重現部分的結果，與『幻影計畫』一樣，並沒有內藏式的武器，戰鬥力完全來自外部裝備（手持）的武器。
CRGM-119 傑姆斯鋼改
連邦軍的特殊部隊「獨眼巨人」在宇宙世紀0160年代所使用的傑姆斯鋼。
CNRX-044 亞斯曼克
是由獨眼巨人以亞斯曼為基礎重新再設計的可變形MS。
CRX-139 漢布拉B
是由獨眼巨人以漢布拉比為基礎重新再設計的量產型MA，沒有原型機所具有的可變機能。腳部被省略掉，兼做為支援傑姆斯鋼改用的輔助飛行系統。

### 讃美歌之國
巴洛克
為斬首之王（埃文斯·吉爾維斯特）的專用機體，以幻象的骨架為設計基礎。
機體特徵是沒有頭部，靠斬首之王在在駕駛艙及搭載精神感應系統通過腦電波控制。
右手裝備長達四十米由高達尼姆合金製的巨劍，可分離成七、八塊刃片。
機身安裝冷卻系統，使全身各處大型化，更擁有十八米高度，另外機身每件零件添加額外的冷卻管，而大大提升冷卻效率，更令機體可連續使用幻象之光可長達至一小時。
機體各部分內部存放了多個生化腦
巴洛克改
於再投火之日中把破損的巴洛克改修，左手換上加拉哈德之巨爪，但巴洛克改以無線方式來控制巨爪。
巴洛克改·改
Side1決戰中再改造的巴洛克，左手裝上迪斯菲兹之手，同時可與之前裝上的加拉哈德的巨爪並可兩手同時使用。
梅爾特．巴洛克
以巴洛克改·改為核心單位的大型MA。
機体設計參考自前作《GHOST》後半出場的MA 卡歐斯雷爾。
比甘
以托姆利亞為基礎以木星技術改修的機體，機體废除了变形机构，左臂的光束旋翼被挪到嘴部。
卡古拉薩姆
是一台混合组装型MA，用于守卫格里普斯2。
瓦克薩姆
是一台混合组装型MS，用于守卫格里普斯2。頭部為巴扎姆、機身為密達斯、四肢為高扎古及姆力沙，腿部呈现出损毁状态，周身则由防光束披风包裹。机体性能相较于同时期的MS为差，主要作用是伪装成废弃的战损机，待敌机接近的时候突然启动，配合麾下几台外形恐怖的盾假面MS，营造出一种令人畏惧的气氛，对敌方机师造成巨大的心理压力。

### 其他
厄俄斯·尼克斯
先鋒母艦的2號艦。

## 漫畫
| 册数 | 日本标题 | 中文標題               | 日本ISBN                                                  | 日本发行时间                            | 台灣角川版ISBN         | 台灣角川版发行时间 |
| ---- | -------- | ---------------------- | --------------------------------------------------------- | --------------------------------------- | ---------------------- | ------------------ |
| 1    |          | 機動戰士海盜高達DUST1  | ISBN 978-4-04-105105-4                                    | 2016年12月16日                          | ISBN 978-9-57-743370-1 | 2019年11月13日     |
| 2    |          | 機動戰士海盜高達DUST2  | ISBN 978-4-04-105555-7                                    | 2017年4月24日                           | ISBN 978-9-57-743577-4 | 2020年2月17日      |
| 3    |          | 機動戰士海盜高達DUST3  | ISBN 978-4-04-105988-3                                    | 2017年8月26日                           | ISBN 978-957-743-720-4 | 2020年5月11日      |
| 4    |          | 機動戰士海盜高達DUST4  | ISBN 978-4-04-106189-3 ISBN 978-4-04-106190-9(機體設定集) | 2018年2月10日 2018年2月10日(機體設定集) | ISBN 978-957-743-786-0 | 2020年6月22日      |
| 5    |          | 機動戰士海盜高達DUST5  | ISBN 978-4-04-106828-1                                    | 2018年8月26日                           | ISBN 978-957-743-904-8 | 2020年8月13日      |
| 6    |          | 機動戰士海盜高達DUST6  | ISBN 978-4-04-107352-0                                    | 2018年10月26日                          | ISBN 978-957-743-905-5 | 2020年8月13日      |
| 7    |          | 機動戰士海盜高達DUST7  | ISBN 978-4-04-107895-2                                    | 2019年1月26日                           | ISBN 978-986-524-301-2 | 2021年4月12日      |
| 8    |          | 機動戰士海盜高達DUST8  | ISBN 978-4-04-108344-4                                    | 2019年6月24日                           | ISBN 978-986-524-302-9 | 2021年4月12日      |
| 9    |          | 機動戰士海盜高達DUST9  | ISBN 978-4-04-108844-9                                    | 2019年10月26日                          | ISBN 978-986-524-871-0 | 2021年10月12日     |
| 10   |          | 機動戰士海盜高達DUST10 | ISBN 978-4-04-108845-6                                    | 2020年1月24日                           | ISBN 978-986-524-872-7 | 2021年10月12日     |
| 11   |          | 機動戰士海盜高達DUST11 | ISBN 978-4-04-109622-2                                    | 2020年6月25日                           | ISBN 978-626-321-513-9 | 2022年6月16日      |
| 12   |          | 機動戰士海盜高達DUST12 | ISBN 978-4-04-110804-8                                    | 2020年11月25日                          | ISBN 978-626-321-514-6 | 2022年6月16日      |
| 13   |          | 機動戰士海盜高達DUST13 | ISBN 978-4-04-111189-5                                    | 2021年3月26日                           | ISBN 978-626-321-515-3 | 2022年6月16日      |

## 相關作品
- 機動戰士海盜GUNDAM
- 機動戰士海盜GUNDAM 骷髏之心
- 機動戰士海盜高達 鋼鐵之七人
- 機動戰士海盜GUNDAM GHOST:前作
- 機動戰士海盜GUNDAM X-11:續作及同時間軸

## 註解
1. ↑  機動戰士海盜GUNDAM DUST 單行本(7)
2. ↑  機動戰士海盜GUNDAM DUST 單行本(10)
3. ↑  機動戰士海盜GUNDAM DUST 單行本(11)